# Ivan Jakovljević
Ivan Jakovljević (serb. cyr. Иван Јаковљевић, ur. 26 maja 1989 w Prisztinie) – serbski piłkarz, występujący na pozycji prawego obrońcy w chorwackim klubie Vuteks-Sloga Vukovar. Posiada również kosowski paszport.

## Sukcesy

### Klubowe
Radnik Bijeljina
- Zdobywca Pucharu Bośni i Hercegowiny (1): 2015/2016

## Życie prywatne
Ma brata bliźniaka, Slobodana, który również jest piłkarzem.